# Наджмуддин Али-хан
Наджм уд-Дин Али-Хан, более известен как Наджм-уд-Даула (или Назам-уд-Даула) (бенг. নাজিমুদ্দীন আলী খান; ок. 1747 — 8 мая 1766) — 8-й наваб Бенгалии, Бихира и Ориссы (5 февраля 1765 — 8 мая 1766). Второй сын и преемник Мир Джафара.
Наджм-уд-Даула был коронован как наваб после смерти его отца Мир Джафара. Во время коронации ему было всего 15 лет. Он взошел на престол 5 февраля 1765 года.
В 1765 году после победы в битве при Буксаре англичане формально получили от императора Великих Моголов Шах-Алама II Дивани Бенгалии, Бихара и Ориссы. Наваб официально передал дивани британцам 30 сентября 1765 года.
Наджмуддин скончался вскоре после этого, 8 мая 1766 года, по-видимому, от лихорадки, подхваченной на официальном приеме, данном в форте Муршидабад в честь Роберта Клайва. Он был похоронен на кладбище Джафрагандж, ему наследовал его младший брат Наджабат Али-хан (1750—1770), 7-й наваб Бенгалии, Бихара и Ориссы (1766—1770).

## Биография

### Ранние годы
Родился около 1747 года. Второй сын Мир Джафара (1691—1765), наваба Бенгалии (1757—1760, 1763—1765), и Мунни Бегум (1720—1813).
Назам-уд-Даула был назначен наследником наваба Бенгалии Мир Джафара с титулом Муршидзада Бахадур самим Мир Джафаром 29 января 1764 года.

### Правление
5 февраля 1765 года после смерти своего отца, наваба Бенгалии Мир Джафара, 15-летний Наджм уд-Дин Али-хан унаследовал титул наваба под титулами Шуджа-уль-Мульк (Герой страны), Назам-уд-Даула (Звезда) и Махабат-Джанг (Ужас войны). Это было подтверждено Британской Ост-Индской компанией 23 февраля 1765 года. Это обошлось новому навабу в 140 000 фунтов стерлингов, которые были поделены между членами Калькуттского совета.

### Смерть и преемственность
Наваб Назим Наджмуддин Али-хан скончался 8 мая 1766 года от лихорадки, которую он подхватил на вечеринке, устроенной в честь британского генерал-губернатора Роберта Клайва. Наваб был похоронен на кладбище Джафаргандж к западу от могилы своего отца Мир Джафара. У наваба не было детей. Наджабат Али-хан, младший брат Назима-уд-Дина, согласно исламскому закону, был законным наследником покойного наваба на троне. Таким образом, Наджим-уд-Дину наследовал его младший брат Наджабат Али-хан (1766—1770).